# Raión de Gusar
Gusar (en azerí: Qusar) es uno de los cincuenta y nueve raiones en los que subdivide políticamente la República de Azerbaiyán. La capital es la ciudad de Qusar.

## Territorio y Población
Comprende una superficie de 1542 kilómetros cuadrados, con una población de 83 598 personas y una densidad poblacional de 54,21 habitantes por kilómetro cuadrado.

## Economía
La actividad predominante es la agricultura. Se crían ovejas y se cultivan cereales, hortalizas y patatas. También hay fábricas de alfombras.